# Chemcomex
CHEMCOMEX, a.s. je česká inženýrsko-dodavatelská strojírenská společnost, která byla založena v roce 1996.
Jejím zaměřením je realizace projektů v oblasti jaderné energetiky, zpracování kapalných radioaktivních odpadů, klasická energetika a stavebnictví.

## Historie
Společnost CHEMCOMEX, a.s. byla založena v roce 1996 jako CHEMOCOMEX Praha, a.s.
CHEMCOMEX v roce 2021 koupil holding CE Industries českého podnikatele Jaroslava Strnada a stal se součástí energetické divize holdingu.

## Výrobní program
Chemcomex je dodavatelem potrubních systémů pro jaderné elektrárny. Klíčové projekty společnosti souvisí zejména s dostavbou slovenské jaderné elektrárny Mochovce a dalšími projekty v oblasti jaderné a klasické energetiky. Společnost má spolu se sesterskou společností MICo ambice se podílet i na dostavbě jaderné elektrárny Dukovany.

## Výzkum
CHEMCOMEX se v minulosti věnoval i výzkumu a vývoji v oblastech geologie, ekologie, využití vodíku, radioaktivních odpadů, jaderné energetiky a dalších. Partnery mu byly zejména Ministerstvo průmyslu a obchodu a Technologická agentura České republiky.